# فهرست پیک‌های اول درفت ان‌بی‌ای

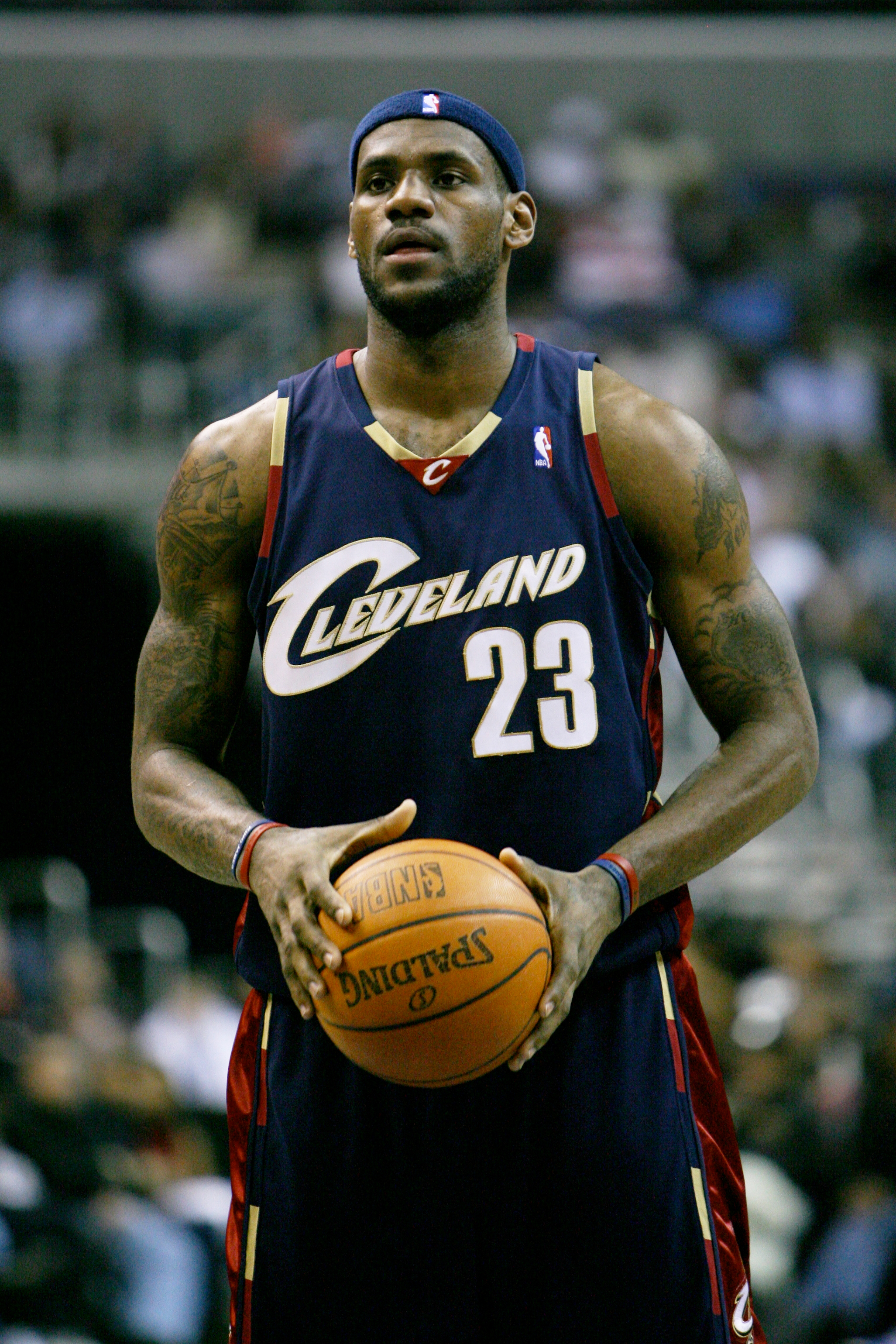
لبرون جیمز، یک بازیکن دبیرستانی که درفت شد، یکی از مورد انتظارترین پیک‌های اول درفت بود.

پیک اول یا پیک اول کلی (به انگلیسی: First overall pick) در درفت ان‌بی‌ای، بازیکنی است که تیمی او را به‌عنوان نخستین انتخاب کلی از میان تمامی بازیکنان واجد شرایط، طی درفت سالانهٔ لیگ انتخاب می‌کند. حق پیک اول به تیمی تعلق می‌گیرد که برندهٔ قرعه‌کشی درفت ان‌بی‌ای شود؛ که در بیشتر موارد، این تیم در فصل گذشته عملکرد ضعیف داشته است. در درفت ان‌بی‌ای، هر تیم ممکن است چندین پیک داشته باشد یا حتی نداشته باشد، و پیک اول یک تیم ممکن است پیک دهم کلی درفت باشد. آن تیمی که پیک اول کلی درفت را به‌دست می‌آورد، توجه گستردهٔ رسانه‌ها را جلب می‌کند، و بازیکنی که با پیک اول برگزیده می‌شود نیز به‌همان اندازه مورد توجه قرار می‌گیرد.

## فهرست
جدول زیر پیک‌های اول درفت‌ها از سال ۲۰۰۰ تاکنون را نشان می‌دهد.
| ^                       | نشان دهنده بازیکنانی است که برای بازی آل-استار یا تیم آل-ان‌بی‌ای انتخاب شده‌اند. |
| ^*                      | نشان دهنده تالار مشاهیر است.                                                   |
| PPG                     | امتیازها در هر بازی                                                            |
| APG                     | پاس‌های منجر به امتیاز در هر بازی                                               |
| RPG                     | ریباندها در هر بازی                                                            |
| بازیکن (با متن ایتالیک) | بهترین تازه‌کار سال                                                             |
| بازیکن (با متن پررنگ)   | به بازیکنی اشاره دارد که در حال حاضر در ان‌بی‌ای فعال است.                       |

| درفت | انتخاب شده توسط       | بازیکن            | ملیت            | پست          | آمار بازیکنان تازه‌کار ان‌بی‌ای | آمار بازیکنان تازه‌کار ان‌بی‌ای | آمار بازیکنان تازه‌کار ان‌بی‌ای | منبع   |
| درفت | انتخاب شده توسط       | بازیکن            | ملیت            | پست          | PPG                          | RPG                          | APG                          | منبع   |
| ---- | --------------------- | ----------------- | --------------- | ------------ | ---------------------------- | ---------------------------- | ---------------------------- | ------ |
| ۲۰۰۰ | بروکلین نتس           | کنیون مارتین      | ایالات متحده    | فوروارد      | ۱۲٫۰                         | ۷٫۴                          | ۱٫۹                          | [ ۶ ]  |
| ۲۰۰۱ | واشینگتن ویزاردز      | کوامی براون       | ایالات متحده    | سنتر         | ۴٫۵                          | ۳٫۵                          | ۰٫۸                          | [ ۷ ]  |
| ۲۰۰۲ | هیوستون راکتس         | یائو مینگ         | چین             | سنتر         | ۱۳٫۵                         | ۸٫۲                          | ۱٫۷                          | [ ۸ ]  |
| ۲۰۰۳ | کلیولند کاوالیرز      | لبرون جیمز        | ایالات متحده    | فوروارد      | ۲۰٫۹                         | ۵٫۵                          | ۵٫۹                          | [ ۹ ]  |
| ۲۰۰۴ | اورلندو مجیک          | دوایت هاورد       | ایالات متحده    | سنتر         | ۱۲٫۰                         | ۱۰٫۰                         | ۰٫۹                          | [ ۱۰ ] |
| ۲۰۰۵ | میلواکی باکس          | اندرو بوگوت       | استرالیا        | سنتر         | ۹٫۴                          | ۷٫۰                          | ۲٫۳                          | [ ۱۱ ] |
| ۲۰۰۶ | تورنتو رپترز          | آندریا بارنیانی   | ایتالیا         | فوروارد/سنتر | ۱۱٫۶                         | ۳٫۹                          | ۰٫۸                          | [ ۱۲ ] |
| ۲۰۰۷ | پورتلند تریل بلیزرز   | گریگوری وین اودن  | ایالات متحده    | سنتر         | ۸٫۹                          | ۷٫۰                          | ۰٫۵                          | [ ۱۳ ] |
| ۲۰۰۸ | شیکاگو بولز           | دریک رز           | ایالات متحده    | گارد         | ۱۶٫۸                         | ۳٫۹                          | ۶٫۳                          | [ ۱۴ ] |
| ۲۰۰۹ | لس آنجلس کلیپرز       | بلیک گریفین       | ایالات متحده    | فوروارد      | ۲۲٫۵                         | ۱۲٫۱                         | ۳٫۸                          | [ ۱۵ ] |
| ۲۰۱۰ | واشینگتن ویزاردز      | جان وال           | ایالات متحده    | گارد         | ۱۶٫۴                         | ۴٫۶                          | ۸٫۳                          | [ ۱۶ ] |
| ۲۰۱۱ | کلیولند کاوالیرز      | کایری اروینگ      | ایالات متحده    | گارد         | ۱۸٫۵                         | ۳٫۷                          | ۵٫۴                          | [ ۱۷ ] |
| ۲۰۱۲ | نیو اورلینز پلیکانز   | آنتونی دیویس      | ایالات متحده    | فوروارد/سنتر | ۱۳٫۵                         | ۸٫۲                          | ۱٫۰                          | [ ۱۸ ] |
| ۲۰۱۳ | کلیولند کاوالیرز      | آنتونی هریس بنت   | کانادا          | فوروارد      | ۴٫۲                          | ۳٫۰                          | ۰٫۳                          | [ ۱۹ ] |
| ۲۰۱۴ | کلیولند کاوالیرز      | اندرو ویگینز      | کانادا          | فوروارد/گارد | ۱۶٫۹                         | ۴٫۶                          | ۲٫۱                          | [ ۲۰ ] |
| ۲۰۱۵ | مینه‌سوتا تیمبرولوز    | کارل آنتونی تاونز | جمهوری دومینیکن | سنتر         | ۱۸٫۳                         | ۱۰٫۴                         | ۲٫۰                          | [ ۲۱ ] |
| ۲۰۱۶ | فیلادلفیا سونتی‌سیکسرز | بن سیمونز         | استرالیا        | گارد         | ۱۵٫۸                         | ۸٫۱                          | ۸٫۲                          | [ ۲۲ ] |
| ۲۰۱۷ | فیلادلفیا سونتی‌سیکسرز | مارکل فولتز       | ایالات متحده    | گارد         | ۷٫۱                          | ۳٫۱                          | ۳٫۸                          | [ ۲۳ ] |
| ۲۰۱۸ | فینیکس سانز           | دی‌آندره آیتون     | باهاما          | سنتر         | ۱۶٫۳                         | ۱۰٫۳                         | ۱٫۸                          | [ ۲۴ ] |
| ۲۰۱۹ | نیو اورلینز پلیکانز   | زاین ویلیامسن     | ایالات متحده    | فوروارد      | ۲۲٫۵                         | ۶٫۳                          | ۲٫۱                          | [ ۲۵ ] |
| ۲۰۲۰ | مینه‌سوتا تیمبرولوز    | آنتونی ادواردز    | ایالات متحده    | گارد         | ۱۹٫۳                         | ۴٫۷                          | ۲٫۹                          | [ ۲۶ ] |
| ۲۰۲۱ | دیترویت پیستونز       | کید کانینگهام     | ایالات متحده    | گارد         | ۱۷٫۴                         | ۵٫۵                          | ۵٫۶                          | [ ۲۷ ] |
| ۲۰۲۲ | اورلندو مجیک          | پائولو بانچرو     | ایالات متحده    | فوروارد      | ۲۰٫۰                         | ۶٫۹                          | ۳٫۷                          | [ ۲۸ ] |
| ۲۰۲۳ | سن آنتونیو اسپرز      | ویکتور ومبانیاما  | فرانسه          | سنتر         | ۲۱٫۴                         | ۱۰٫۶                         | ۳٫۹                          | [ ۲۹ ] |
| ۲۰۲۴ | آتلانتا هاوکس         | زکری ریساچر       | فرانسه          | فوروارد      | ۱۲٫۶                         | ۳٫۶                          | ۱٫۲                          | [ ۳۰ ] |
| ۲۰۲۵ | دالاس ماوریکس         | کوپر فلگ          | ایالات متحده    | فوروارد      |                              |                              |                              |        |

1. 1 2 3  تمام آمارها از فصل تازه‌کاری/روکی بازیکنان گرفته شده است، مگر اینکه خلاف آن ذکر شده باشد.